# Menemerus semilimbatus
Menemerus semilimbatus is een spinnensoort in de taxonomische indeling van de springspinnen (Salticidae).
Het dier behoort tot het geslacht Menemerus. De wetenschappelijke naam van de soort werd voor het eerst geldig gepubliceerd in 1829 door Carl Wilhelm Hahn.

## Kenmerken
De mannelijke is iets kleiner dan het vrouwtje en heeft een lichaamslengte van ongeveer 6,5 tot 8,4 millimeter. De spin is dorsoventraal afgeplat en bedekt met korte, dichte, grijs-witte haren. De palpen zijn witachtig en behaard, met een witte band langs de zijranden van het carapax, die ook een kleine witte, driehoekige markering in het midden vertoont. De ogen zijn groot en naar voren gericht. De poten zijn lichtbruin met donkere ringen en vlekken, terwijl het abdomen dorsaal geelachtig of grijsachtig is, met een kenmerkend patroon van verschillende heldere V-vormige markeringen. Vrouwtjes vertonen een inkeping aan de achterrand van de epigyne en twee ovale deuken in de voorste helft. 

## Verspreiding
Deze soort komt voor in diverse regio's, waaronder de Canarische Eilanden, het Middellandse Zeegebied (met uitzondering van Algerije), delen van Oost-Europa tot aan Wit-Rusland, en op de Balkan tot in Roemenië. In Bosnië en Herzegovina en Albanië zijn echter geen waarnemingen bekend. In Klein- en Centraal-Azië is de soort te vinden in Turkije, de Kaukasus (oostelijk tot Azerbeidzjan) en Iran. Daarnaast is de spin geïntroduceerd in Argentinië, Chili en de Amerikaanse staat Californië. Gezien de opwarming van het klimaat wordt verwacht dat de soort in de toekomst ook in Midden-Europa in geschikte leefomgevingen zal voorkomen. 

## Leefomgeving
Menemerus semilimbatus bewoont voornamelijk droge, zonnige en rotsachtige omgevingen, zoals het gesteente van uitgedroogde beekdalen. De soort vertoont een sterke voorkeur voor menselijke nederzettingen en wordt vaak aangetroffen op zonnige huiswanden of zelfs binnen in gebouwen. Daarnaast komt de spin voor in plantages en andere door de mens sterk beïnvloede omgevingen, zoals citrusboomgaarden. 

## Gedrag
Menemerus semilimbatus is een synantropische soort die vaak wordt aangetroffen in tuinen en zowel binnen als buiten huizen. De spin wordt meestal gevonden op de muren van gebouwen, waar ze haar prooi besluipt. 
Deze springspin is ongevaarlijk voor de mens en helpt bij het bestrijden van hinderlijke insecten zoals vliegen en muggen. Ze zijn vaak te vinden op ramen en kunnen gemakkelijk worden gevangen en buiten worden gezet. 

## Prooien
Door haar effectieve jachttechniek heeft Menemerus semilimbatus een breed scala aan prooien, voornamelijk andere geleedpotigen. Vanwege de voorkeur voor rotsachtige en door mensen beïnvloede omgevingen, die relatief arm aan soorten zijn, bestaat het dieet voornamelijk uit vliegen en andere spinnen. De grootte van de prooi kan maximaal anderhalf keer de grootte van de spin zijn; voorkeur gaat uit naar prooien die kleiner zijn of dezelfde grootte hebben als de spin zelf.

## Jachtwijze bij vliegen
Bij het jagen op vliegen past Menemerus semilimbatus haar strategie aan. Ze stopt met het achtervolgen van de vlieg op een grotere afstand dan bij andere prooien. Afhankelijk van de positie van de vlieg ten opzichte van de spin, volgt ze verschillende benaderingsmethoden. Als de vlieg met de achterlijf naar de spin gericht is, wordt de eerder beschreven directe sprongaanval uitgevoerd. Als de vlieg frontaal of lateraal staat, omcirkelt de spin de vlieg totdat het achterlijf het dichtstbijzijnde punt is, waarna ze van achteren aanvalt. Als de vlieg van houding verandert, stopt de spin en begint opnieuw met omcirkelen en benaderen. De sprongaanval wordt uitgevoerd zodra de vlieg zich in een gunstige positie bevindt.
Het jachtgedrag bij vliegen bestaat uit vijf fasen: waarnemen en lokaliseren van de prooi, benadering van een grotere afstand, omcirkelen bij ongunstige positie, directe benadering van dichtbij en de uiteindelijke sprongaanval. Een belangrijk verschil is de tweede fase, waarbij de spin bij vliegen al van grotere afstand stopt met achtervolgen, en de derde fase, het omcirkelen, specifiek is voor vliegen.

## Levenscyclus
Bekend is dat volwassen exemplaren in Europa in de lente en zomer te vinden zijn.